# Андреевская (Шалакушское сельское поселение)
Андреевская — деревня в Няндомском районе Архангельской области.

## География
Находится в юго-западной части Архангельской области на расстоянии приблизительно 54 км на север-северо-восток по прямой от административного центра района города Няндома на левом берегу речки Лепша.

## История
В 1873 году здесь было учтено 18 дворов, в 1905 — 40. Тогда деревня входила в Каргопольский уезд Олонецкой губернии. До 2022 года входила в Шалакушское сельское поселение до его упразднения.

## Население
Численность населения: 119 человек (1873 год), 165 (1905), 26 (100 % русские) в 2002 году, 10 в 2010.